# Arłamów

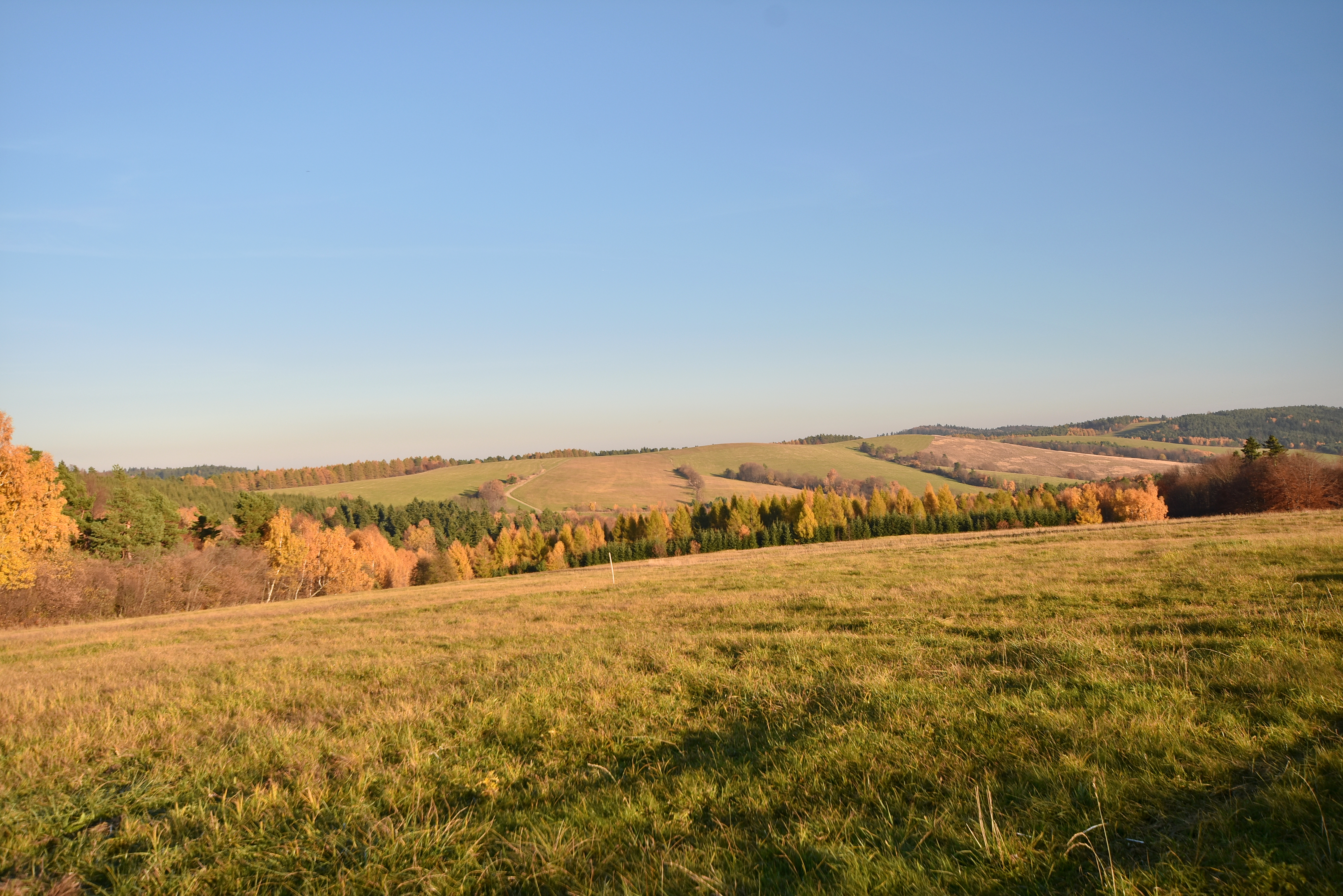
Widok na Połoninki Arłamowskie

Arłamów – osada  w Polsce położona w województwie podkarpackim, w powiecie bieszczadzkim, w gminie Ustrzyki Dolne.
W latach 1975–1998 miejscowość położona była w województwie krośnieńskim.

## Położenie geograficzne
Osada Arłamów położona jest w Górach Sanocko-Turczańskich w Karpatach Wschodnich w południowo-wschodniej Polsce. Przez miejscowość z północy na południe przepływa potok Arłamówka dopływ rzeki Wyrwy. Od wschodu graniczy z Ukrainą z miejscowością Michowa w rejonie starosamborskim obwodu lwowskiego. Od południa graniczy z Kwaszeniną, z zachodu z Makową i od północy z Paprotnem w gminie Fredropol. Najwyższe wzniesienie Ralce 596 m n.p.m. leży na wschodzie osady.
Zachodnim skrajem osady przebiega droga powiatowa  nr 2089R Jureczkowa – Kwaszenina – Arłamów, a od niej droga gminna do centrum miejscowości.  Najbliższe miasto to Ustrzyki Dolne odległe o 28 km. Do Przemyśla jest 35 km, a do Sanoka 53 km. Powierzchnia osady wynosi 768 ha.

### Rozbieżność położenia osady Arłamów względem historycznej wsi Arłamów
Współczesna osada Arłamów, utożsamiana z kompleksem Hotelu Arłamów, nie znajduje się w miejscu dawnej wsi Arłamów (vide Historia poniżej). Osada nie leży nawet na obszarze gminy katastralnej/obrębu ewidencyjnego Arłamów, lecz we wschodniej części obrębu Jamna Górna. Ponadto obręb Jamna Górna nie graniczy z obrębem Arłamów, bo oddziela je pasmo obrębów Kwaszenina i Makowa (Rustykalna).
Historyczna wieś Arłamów położona była znacznie dalej na wschód, przy współczesnej granicy z Ukrainą (49°34'01"N 22°40'12"E). Wieś Arłamów rozpościerała się wzdłuż drogi w kierunku północ-południe, nad Potokiem Arłamowskim. Na północ od tego miejsca znajduje się Wodospad Arłamowski, a jeszcze dalej na północ są Połoninki Arłamowskie. Część gminy katastralnej Arłamów została przecięta granicą państwową i przylega do Michowej.

## Historia
Szlachecka wieś prywatna Artamow, własność Herburtów położona była na przełomie XVI i XVII wieku w powiecie przemyskim ziemi przemyskiej województwa ruskiego.
Według tradycji nazwa miejscowości pochodzi od osiedlonych tu, w czasach książąt ruskich, jeńców tatarskich, tzw. arłamanów (włóczęgów).
Ponowna lokacja na prawie wołoskim miała miejsce pod koniec XV w. i dokonał jej Jan Herburt (Arłamowski) (1470–1508) – poseł województwa ruskiego – pierwszy właściciel – wójt samborski. Potem właścicielami byli jego spadkobiercy, którzy przyjęli nazwisko Arłamowscy. W 1623 wieś przejmuje za długi Iwan Kopystyński, a w połowie stulecia 
wchodzi w jej posiadanie kasztelan lwowski Andrzej Maksymilian Fredro. Wieś została spustoszona w czasie najazdu tatarskiego w 1672 roku. W 1693 dobra dobromilskie nabył Jan Bonawentura Krasiński, wojewoda płocki i starosta warszawski. W 1776 Arłamów wraz z posiadłościami dobromilskimi kupił od Zofii z Krasińskich księżnej Lubomirskiej rząd austriacki, włączając je w skład dóbr państwowych, tzw. kameralnych.
W 1644 powstała we wsi parafia prawosławna, później greckokatolicka, a następnie przeniesiona do sąsiedniej Kwaszeniny. 
W połowie XIX wieku dobra Arłamów stanowiły własność rządową.
Ostatnia istniejąca cerkiew z 1914 uległa zniszczeniu wraz z całą wsią po roku 1945.
W 1921 Arłamów liczył 144 domy i 897 mieszkańców (873 wyznania greckokatolickiego, 9 rzymskokatolickiego, 15 mojżeszowego).
Większość mieszkańców wysiedlono do USRR w 1946, a domy opuszczone przez Ukraińców spaliła UPA. Ostatnie 200 osób wywieziono w ramach Akcji „Wisła”.
W latach 1962–1989 wyludniona wieś wraz z sąsiednimi byłymi miejscowościami: Borysławką, Grąziową, Jamną Górną, Jamną Dolną, Krajną, Kwaszeniną, Łomną i Trójcą  wchodziła w skład Ośrodka Wypoczynkowego Urzędu Rady Ministrów. 
Na południe od Arłamowa przy drodze powiatowej na szczycie wzniesienia Wierch 596 m n.p.m. zlokalizowano lądowisko dla śmigłowców – helioport do obsługi położonego w Jamnej Górnej kompleksu hotelowego „Hotel Arłamów”. Wokół lądowiska zachowały się do wysokości 5 m umocnienia ziemne nieznanego pochodzenia o obrysie wpisanym w trójkąt równoboczny o długości boków 440 m.

## Turystyka
Miejscowość leży na terenie założonego w 1992 Parku Krajobrazowego Gór Słonnych.
 Szlaki piesze 
- niebieski szlak Rzeszów – Grybów na odcinku Ustrzyki Dolne – Jureczkowa – Arłamów – Suchy Obycz 618 m n.p.m. – Kalwaria Pacławska

 Szlaki rowerowe 
- Śladami Dobrego Wojaka Szwejka R-63: na odcinku Jureczkowa – Arłamów – Medyka[14]